# Gargallo
Gargallo es una localidad y municipio españoles, en la provincia de Teruel, comunidad autónoma de Aragón, de la comarca Andorra-Sierra de Arcos.
Tiene un área de 29,97 km², su población es de 87 habitantes (INE 2024) y tiene una densidad de 3,40 hab/km².

## Geografía
Integrado en la comarca de Andorra-Sierra de Arcos, se sitúa a 91 kilómetros de la capital turolense. El término municipal está atravesado por la carretera nacional N-211 entre los pK 186 y 193, trayecto compartido con la carretera N-420. Además, la carretera autonómica A-1702 permite la comunicación con Ejulve, y la carretera local TE-1332 sirve de conexión con Estercuel.
El relieve del municipio está caracterizado por el Sistema Ibérico turolense, suavizado por el valle del río Escuriza, afluente del río Martín. Al noreste se alza Muela Alta, que alcanza los 1092 m de altitud, y al sur la loma del Campillo, que llega a los 1127 m. La altitud oscila entre los 1140 m al suroeste y los 800 m a orillas del río Escuriza. El pueblo se alza a 941 m sobre el nivel del mar, a los pies de una colina. 
| Noroeste: Estercuel                   | Norte: Crivillén      | Noreste: La Mata de los Olmos |
| Oeste: Estercuel y Cañizar del Olivar |                       | Este: Molinos                 |
| Suroeste: Cañizar del Olivar          | Sur: La Zoma y Ejulve | Sureste: Ejulve               |

## Patrimonio natural
- La Torreta
- Nacimiento del río Escuriza
- Pantano
- Paraje de Las Calderas

## Demografía
Gargallo cuenta con una población de 87 habitantes (INE 2024).
| Gráfica de evolución demográfica de Gargallo entre 1842 y 2021                                                      |
| |
| Población de derecho según los censos de población del INE Población de hecho según los censos de población del INE |

## Administración y política
| Periodo   | Nombre                           | Partido | Partido                                            |
| --------- | -------------------------------- | ------- | -------------------------------------------------- |
| 1979-1983 | Ángel Bombal Azcón               |         | Coalición Democrática                              |
| 1983-1987 | Pascual Azcón Góngora            |         | Alianza Popular (AP)                               |
| 1987-1995 | Francisco Javier Gargallo Gascón |         | Partido de los Socialistas de Aragón (PSOE-Aragón) |
| 1995-2011 | Agustín Ramos Maurel             |         | Partido Aragonés (PAR)                             |
| 2011-2019 | Agustín Ramos Maurel             |         | Compromiso con Aragón (CA)                         |
| 2019-2023 | Francisco Javier Gargallo Ramos  |         | Ciudadanos (CS)                                    |
| 2023-2027 | Francisco Javier Gargallo Ramos  |         | Partido Popular de Aragón (PP)                     |

| Partido político    | Partido político                                   | 2003   | 2007   | 2011   | 2015   | 2019   | 2023   |
| Partido político    | Partido político                                   | Ediles | Ediles | Ediles | Ediles | Ediles | Ediles |
|                     | Partido Popular de Aragón (PP)                     | 0      | 0      | 0      | 0      | 0      | 1      |
|                     | Coalición Existe                                   | —      | —      | —      | —      | —      | 1      |
|                     | Partido Aragonés (PAR)                             | 5      | 5      | 0      | 1      | 1      | 1      |
|                     | Partido de los Socialistas de Aragón (PSOE-Aragón) | —      | 0      | 0      | 0      | —      | 0      |
|                     | Ciudadanos (CS)                                    | —      | —      | —      | —      | 2      | —      |
|                     | Compromiso con Aragón (CA)                         | —      | —      | 5      | 4      | —      | —      |
|                     | Chunta Aragonesista (CHA)                          | —      | 0      | —      | 0      | —      | —      |
|                     | Iniciativa Aragonesa (INAR)                        | 0      | —      | —      | —      | —      | —      |
| Total de concejales | Total de concejales                                | 5      | 5      | 5      | 5      | 3      | 5      |

## Patrimonio

### Iglesia de Nuestra Señora de la Piedad
Es un templo barroco, construido en mampostería y sillería, que cuenta con tres naves. Se cubren todas las naves con bóvedas vaídas y el crucero con cúpula elíptica. A los pies tiene coro alto y se sitúa la torre. Ésta tiene tres cuerpos de planta cuadrada. El cuerpo superior de la torre está construido en ladrillo, mientras que los dos inferiores están construidos en mampostería y sillería en las esquinas. La portada es un arco de medio punto, a ambos lados tiene pilastras adosadas y sobre el arco una hornacina. Está fechado en 1707.

### Edificio de la Telefónica
Es un edificio de cuatro plantas que se sitúa en la calle Mayor. Cuenta con decoración neoclásica de rodillos y dientes de sierra. Tiene en su fachada un león.

### Ermita de San Blas
Esta ermita está situada junto al cementerio de la localidad. Es un edificio de pequeño tamaño, cuenta con planta rectangular y una nave. Tiene estribos en los laterales. El acceso se hace por un arco de medio punto. Construida en el siglo XX. Fue destruida durante la Guerra Civil por el bando republicano que la voló por los aires durante la huida y reconstruida posteriormente. La ermita actual es de menor tamaño, ya que la que se reconstruyó después de la guerra, se hundió en parte y se optó por no reconstruirla entera, sino acortar el tamaño.

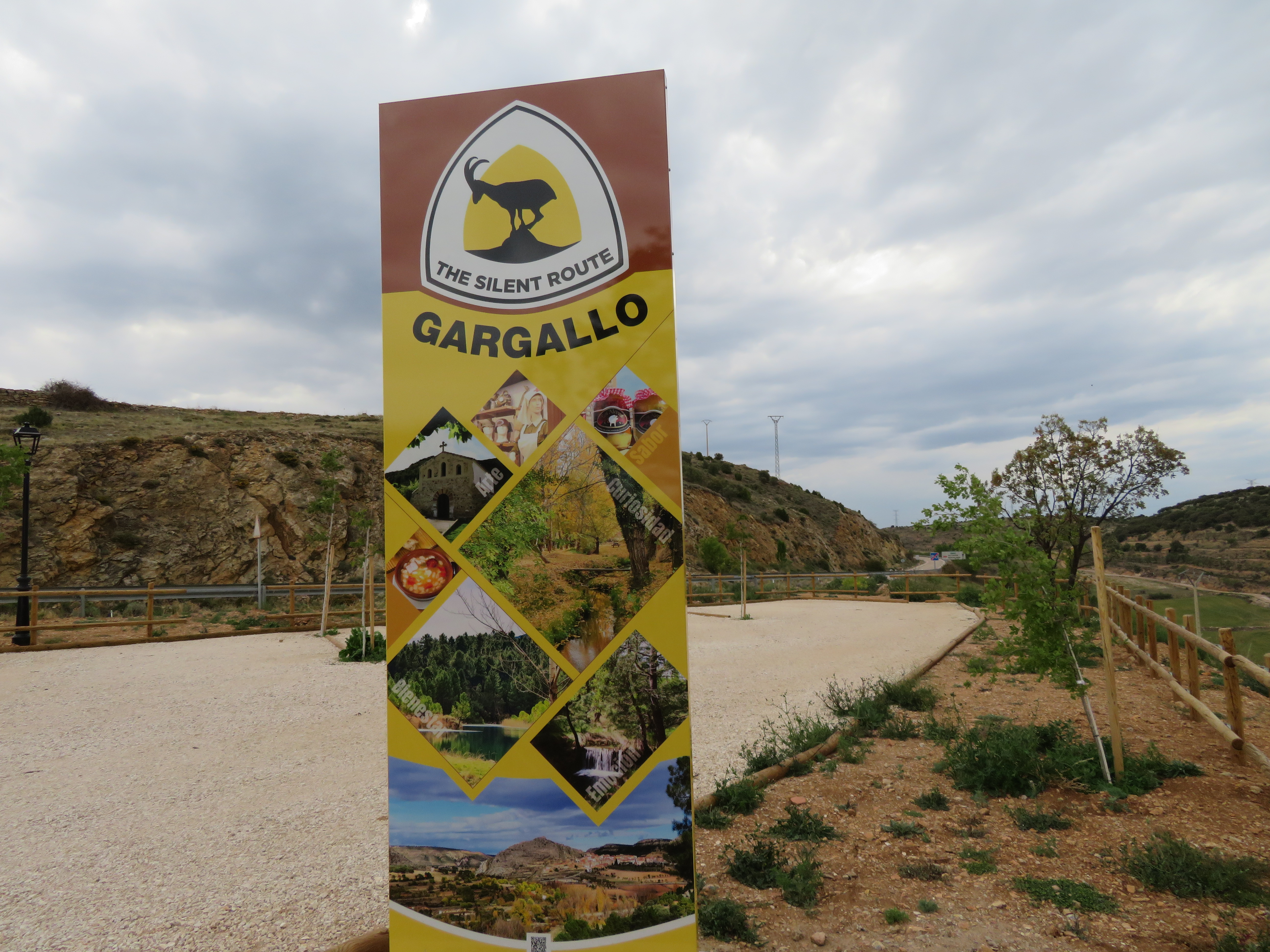
The Silent Route, ruta del silencio, carretera A-1702, Gargallo, Teruel.